# Daniel Buda
Daniel Buda, né le 11 janvier 1970 à Românași, est un homme politique roumain, membre du Parti démocrate-libéral.

## Biographie
Député du județ de Cluj à la suite des élections roumaines de 2008, Daniel Buda est réélu à ce poste aux élections de 2012. Il quitte la politique nationale en juin 2014, à la suite de son élection au Parlement européen lors des élections de 2014. Il y rejoint alors le Groupe du Parti populaire européen, et devient membre de la Commission de l'agriculture et du développement rural (AGRI). À la suite des élections de 2024, il est réélu eurodéputé et devient premier vice-président de la commission AGRI.